# 아마두 마흐타르 엠보우

아마두 마흐타르 엠보우(Amadou-Mahtar M'Bow GCIH, 1921년 3월 20일 ~ 2024년 9월 24일)는 세네갈의 공무원이자 유네스코 사무총장이었다. 엠보우는 프랑스 육군에 자원한 후 제2차 세계 대전 중에 프랑스와 북아프리카에서 복무했으며, 자유 프랑스군에서도 복무했으며, 마지막으로 프랑스 공군에 입대했다. 전쟁이 끝난 후 파리 소르본 대학교에서 지리학을 공부했다. 1953년부터 1987년까지 파리 유네스코 본부에서 근무했다.